# Alma baturra
Alma baturra es una película española dirigida por Antonio Sau Olite y estrenada en el año 1948. Ambientada en las tierras de labranza de la ribera del Río Ebro. Un joven Fernando Sancho, galán de la época, en uno de sus papeles de malvado.